# 아트 로스 트로피

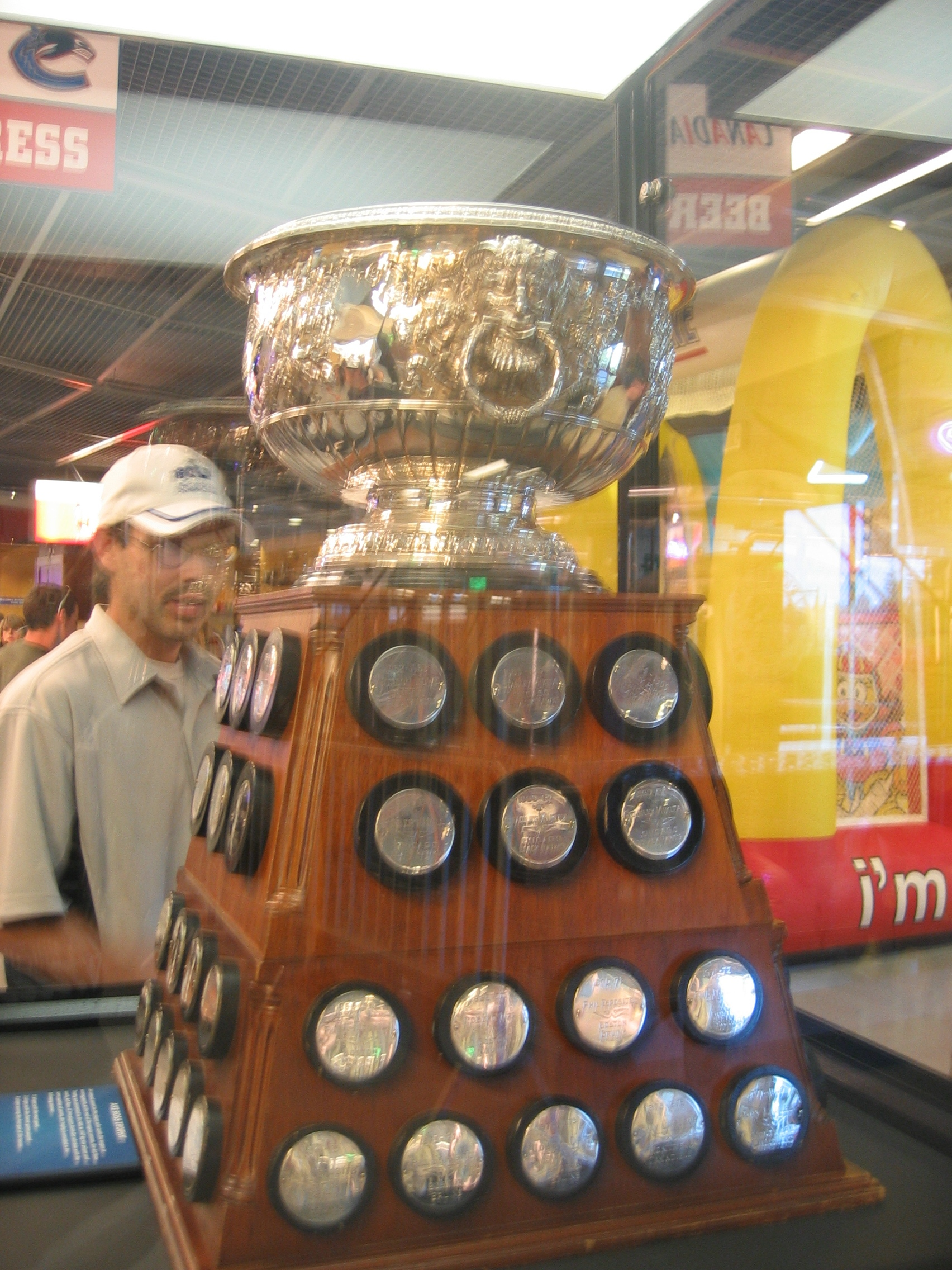
아트 로스 트로피

아트 로스 트로피(영어: Art Ross Trophy)는 내셔널 하키 리그 (NHL)의 트로피다. 매년 "정규 시즌 종료 시 리그 승점 1위를 차지하는 선수"에게 수여된다.